# Timp (gramatică)
În gramatică, termenul „timp” este folosit cu mai multe accepțiuni. Desemnează în primul rând o categorie gramaticală a verbului. Cu calificativele „prezent”, „trecut” și „viitor”, denumește valorile temporale de bază exprimate de verb. Se poate referi și la diversele paradigme sau forme temporale care nuanțează valorile de bază, de exemplu „timpul imperfect”, „timpul viitor anterior” etc. Totodată, ca atribut substantival („de timp”) califică o subclasă a adverbelor, un tip de complement circumstanțial și un tip de propoziție subordonată circumstanțială.

## Timp verbal
Exprimarea timpului verbal indică unde se plasează acțiunea, întâmplarea, starea etc. exprimate de acesta pe axa timpului, în sensul din fizică al acestuia.
Plasarea acțiunii pe axa timpului poate fi făcută în raport cu momentul vorbirii, acesta fiind prezentul din punctul de vedere al vorbitorului, înainte de acesta fiind trecutul, iar după acesta – viitorul. Acestea sunt exprimate prin timpuri numite absolute sau prin forme temporale folosite cu valoare absolută. Acțiunea mai poate fi raportată și la alt moment decât cel al vorbirii, în această perspectivă fiind vorba de simultaneitate, anterioritate și posterioritate față de acel moment, exprimate prin timpuri numite relative sau prin forme temporale folosite cu valoare relativă.
Între diferite limbi pot exista diferențe importante privind felul în care se exprimă timpurile verbale. În unele sunt relativ multe forme temporale marcate morfologic prin afixe și/sau verbe auxiliare, putând fi folosite și cu adverbe de timp, în altele sunt mai puține, valorile lor reieșind cu ajutorul adverbelor și/sau din context. De exemplu, limba franceză este mai bogată în forme verbale temporale decât limba română. Numai la modul indicativ, prima are 15 forme temporale, pe când a doua – zece forme. Alt exemplu, limba maghiară, are numai trei forme temporale la indicativ: prezent, trecut și viitor.

### Timp gramatical și timp real
Relația dintre timpul gramatical și timpul real nu este totdeauna univocă, adică una sau alta dintre formele verbale temporale nu indică timpul pe care îl denumește termenul respectiv. Astfel, în limba engleză, forma numită present continuous „prezent continuu” poate exprima și o acțiune viitoare I’m going home tomorrow „Mâine merg acasă”) sau trecută: Last week I’m walking down this street… „Săptămâna trecută merg în jos pe strada asta…” (prezent numit istoric sau narativ). În maghiară este sistematică folosirea formei de prezent pentru viitor atunci când verbul exprimă o realizare sau un rezultat, această formă referindu-se într-adevăr la prezent numai când verbul exprimă o stare sau o acțiune în desfășurare. Și în română, forma de prezent poate avea valoare de viitor sau de trecut (vezi mai jos), de asemenea și în limbile din diasistemul slav de centru-sud (bosniacă, croată, muntenegreană, sârbă, prescurtat BCMS).
Există și forme verbale temporale echivalente din punct de vedere gramatical, care diferă numai prin registrul de limbă în care sunt folosite. Este cazul, de exemplu, în română, al formelor de viitor: am să adun / o să adun (registrul curent) – oi aduna (registrul familiar) – voi aduna (registrul elevat).
Neconcordanța dintre timpul gramatical și timpul real este evidentă în unele limbi și în cazul formelor temporale folosite cu valoare relativă. De exemplu, în limba sârbă, ca și în română, forma de prezent folosită într-o propoziție subordonată al cărei verb regent este la o formă de timp trecut, exprimă o acțiune simultană cu cea a verbului regent, deci de fapt acțiunea sa se petrece tot în trecut față de momentul vorbirii: Pitao sam ga šta traži u mojoj sobi „L-am întrebat ce caută în camera mea”. Limba maghiară funcționează la fel: Azt hittem, hogy alszik „Credeam că doarme”. Alte limbi evită astfel de neconcordanțe, bunăoară franceza, verbul subordonat fiind în acest caz la imperfect: Ma mère me disait toujours que je devais faire des études „Mama îmi spunea mereu că trebuie să fac studii”.
În unele limbi, anumite forme temporale pot fi folosite pentru a indica altceva decât timpul. Un exemplu în engleză este I wish I knew „Aș vrea să știu”, unde verbul are forma de simple past „trecut simplu”, dar exprimă o acțiune dorită în prezent.

### Timp și aspect
Categoria gramaticală a timpului este legată de cea a aspectului. De pildă, în limbi slave, precum BCMS, în care aspectul este o categorie gramaticală sistematic exprimată mai ales prin afixe care formează perechi de verbe, unul de aspect imperfectif, celălalt perfectiv, există unele restricții de asociere a timpului cu aspectul. Astfel, un verb perfectiv nu poate fi folosit de regulă la prezent într-o propoziție independentă sau principală, și nici la imperfect. În limbi în care aspectul nu este marcat în acest fel, cum sunt de exemplu limbile romanice, și ale căror gramatici tradiționale nici nu tratează această categorie gramaticală, aspectele sunt totuși exprimate tocmai prin anumite forme temporale. Astfel, în limba română se poate vorbi de timpuri durative, cum este imperfectul, și de timpuri momentane, cum este perfectul simplu și perfectul compus.

### Timp și mod
Există o diferență privind exprimarea valorilor temporale între modurile personale și cele nepersonale (forme nominale ale verbului). Acestea au mai adesea decât primele o singură formă. Franceza, de exemplu, are la toate modurile, fie personale, fie nepersonale, cel puțin o formă de prezent și una de trecut, aceasta exprimând anterioritate față de verbul la un mod personal care este regentul său. În română, dimpotrivă, gerunziul sau supinul au o singură formă, care ia de regulă valoarea temporală a verbului său regent, exprimând simultaneitate cu acesta, ex. Pofta vine / ne-a venit / are să ne vină mâncând.
Pe de altă parte, nu toate modurile personale au forme pentru cele trei valori temporale de bază. În română și în alte limbi de asemenea, numai indicativul are forme pentru toate.

### Forme verbale temporale
În funcție de limba dată, există mai multe sau mai puține forme temporale pentru a exprima tot atâtea nuanțe ale celor trei valori de bază, prezentul, trecutul și viitorul. Formele diferă după modul verbal, diateză, aspect, mod de acțiune, raportul temporal exprimat, registrul de limbă și factori pragmatici.
Tot în funcție de aceste noțiuni, formele temporale pot fi simple sau compuse, primele alcătuite cu ajutorul unor afixe, cele din urmă cu verbe auxiliare sau semiauxiliare. Formele simple sunt caracteristice mai ales pentru limbile cu un grad relativ înalt de sintetism, iar cele compuse – pentru cele cu un grad relativ mare de analitism. O fomă simplă dintr-o limbă poate corespunde cu una compusă în alta. De pildă, condiționalul prezent este sintetic în franceză, dar analitic în română, ex. Félix et Béatrice aimeraient avoir un deuxième enfant „Félix și Béatrice ar dori să aibă încă un copil”.
Uneori, o anume valoare temporală de bază este exprimată printr-o formă care nu este specifică pentru acea valoare, ci pentru alta. Atât formele nespecifice, cât și cele specifice sunt însoțite uneori de complemente circumstanțiale de timp care precizează, respectiv întăresc valoarea lor temporală.

#### Prezentul
Cu folosire absolută și specifică, formele de prezent exprimă caracterul actual al acțiunii exprimate de verb, indicând concomitența cu momentul vorbirii. În cadrul acestei valori specifice există mai multe nuanțe.
Valoarea de actualitate constă în aceea că acțiunea este limitată la momentul vorbirii, ex. ro  Acum plec.
Alte valori includ acest moment într-un domeniu de timp care cuprinde și trecutul, și viitorul. Acestea sunt valori omnitemporale. Una din acestea este gnomică, de exemplu în proverbe: fr  Qui se ressemble s’assemble „Cine se aseamănă se adună”. Alta este iterativă, adică exprimă o acțiune repetată periodic: en  The old man takes the dog for a walk every morning „Bătrânul scoate câinele la plimbare în fiecare dimineață”.
Tot cu utilizare absolută, forma de prezent este folosită uneori pentru celelalte valori temporale de bază fără a avea legătură cu prezentul.
Poate fi vorba de viitor, în registrul curent: sr  Sutra dolazim kod tebe „Mâine vin la tine”.
Verbul folosit la indicativ prezent în locul imperativului se referă tot la viitor: hu  Elmegy a sarokig, és ott jobbra fordul „Mergeți până la colț și acolo cotiți la dreapta”.
Forma de prezent poate exprima și acțiuni trecute în raport cu momentul vorbirii, în registrul de limbă curent sau în cel elevat, de pildă în unele opere literare sau în lucrări de istorie. Este vorba de prezentul numit „istoric” sau „narativ”: ro  Ștefan cel Mare devine domn în 1457 și moare în 1504.
Ca timp relativ, anume al predicatului unei propoziții subordonate, forma de prezent are deseori o valoare nespecifică, exprimând altă valoare de bază, dictată de verbul regent: fr  Si on m’interroge, je dirai que je ne suis pas au courant de cette affaire „Dacă sunt interogat(ă), voi spune că nu sunt la curent cu treaba asta”.
Forma de prezent are și un rol morfologic, cea a verbelor auxiliare participând la alcătuirea unor forme compuse la diverse moduri. În franceză, bunăoară, există la toate modurile o formă de trecut compusă cu prezentul auxiliarului. Exemple la perfectul compus: À la fin du match, le journaliste est descendu sur le court de tennis, il a tendu le micro au jeune champion et il lui a posé beaucoup de questions „La sfârșitul meciului, ziaristul a coborât pe terenul de tenis, a întins microfonul tânărului campion și i-a pus multe întrebări”.
În unele limbi sunt două forme de prezent, una sintetică și alta analitică, aceasta din urmă specializată în modul de acțiune durativ. Este cazul, în engleză, al formei numite „prezent continuu”: I’m just ironing this shirt „Tocmai calc cămașa asta”.

#### Trecutul
Prin formele de trecut folosite cu valoare absolută, vorbitorul plasează acțiunea înaintea momentului vorbirii. În funcție de limba în cauză, poate fi vorba de forme specializate pentru folosirea absolută, precum perfectul simplu sau perfectul compus în română sau franceză, de altele specifice pentru o utilizare relativă, cum este mai mult ca perfectul, și altele folosibile în ambele feluri, ca indicativul imperfect.
Numărul formelor de trecut poate fi foarte diferit de la o limbă la alta. Limba maghiară are numai două, una la indicativ care, la persoana a III-a singular este și forma de participiu trecut, și una la condițional; în BCMS sunt șapte, din care patru sunt rar sau foarte rar folosite, iar în română sunt opt. În schimb franceza are 14 forme numite timpuri trecute, fără a mai socoti și un număr de forme numite perifraze verbale care exprimă și ele trecutul.

#### Viitorul
Folosite în mod absolut, formele de viitor situează acțiunea după momentul vorbirii, dar cu folosire relativă, în unele limbi, ca româna, BCMS sau maghiara, aceleași forme mențin acțiunea în trecut dacă verbul este subordonat unui verb la un timp trecut. În alte limbi sunt forme specializate pentru această folosire, numite „viitor în trecut”. Astfel sunt franceza sau engleza.
În limbile tratate aici sunt forme de viitor numai la indicativ, cu excepția limbii maghiare, care are și formă de participiu viitor, ex. A ma feladandó levelek az asztalon vannak „Scrisorile de trimis astăzi sunt pe masă”.
Valoarea temporală de viitor este deseori exprimată de forme nespecifice, cele de prezent a diverse moduri personale. Cele ale unor moduri care exprimă acțiuni nu reale, ci voite, chiar implică ideea de viitor. Astfel sunt imperativul și conjunctivul. Exemple:
ro  Dă-mi împrumut zece lei, te rog!;
en  The Opposition are insisting that the Minister resign „Opoziția insistă ca ministrul să demisioneze”.
Indicativul prezent este de asemenea folosit adesea pentru a exprima acțiuni viitoare: fr  J’arrive dans cinq minutes „Ajung peste cinci minute”.
În BCMS, de exemplu, verbul perfectiv nici nu are valoare de prezent cu această formă, fiind folosit de regulă în propoziții subordonate pentru acțiuni viitoare: sr  Oni će igrati tango dok ne padnu od umora „Vor dansa tango până ce vor cădea de oboseală”.
Verbul la indicativ prezent cu valoare de imperativ implică și el viitorul: ro  Stingi chiar acum lumina și te culci!.
În franceză, prezentul este obligatoriu în locul viitorului în subordonata condițională introdusă prin conjuncția si „dacă”: Si j’ai le temps, je passerai chez toi ce soir „Dacă am timp / o să am timp, o să trec pe la tine deseară”.

## Complementul circumstanțial de timp
Acest complement contribuie la exprimarea valorilor temporale, fie că verbul este la o formă specifică sau nespecifică pentru acea valoare. Este exprimat printr-un adverb de timp sau o sintagmă al cărei element principal este un substantiv ce exprimă timpul. Exemple:
ro  Primăvara e aproape;
en  She had met Max six months before „Îl întâlnise pe Max cu șase luni în urmă”;
hu  Jövőre elveszlek feleségül „La anul te iau de nevastă”.

## Propoziția circumstanțială de timp
Acest tip de subordonată stabilește un raport temporal între două acțiuni. Există trei raporturi care se exprimă prin sensul cuvântului de joncțiune, precum și prin modul și timpul predicatului subordonatei:
- simultaneitate: fr  Quand il m’a vu, il m’a souri „Când m-a văzut, mi-a zâmbit”[46];
- anterioritate: ro  Se va trece la asalt după ce artileria își va fi terminat misiunea[47];
- posterioritate: en  We walked on until we got to the bridge „Am tot mers până ce am ajuns la pod”[48].